# Ель-Пердігон
Ель-Пердігон (ісп. El Perdigón) — муніципалітет в Іспанії, у складі автономної спільноти Кастилія-і-Леон, у провінції Самора. Населення — 766 осіб (2010).
Муніципалітет розташований на відстані близько 190 км на північний захід від Мадрида, 22 км на схід від Самори.
На території муніципалітету розташовані такі населені пункти: (дані про населення за 2010 рік)
- Ель-Пердігон: 501 особа
- Сан-Марсіаль: 158 осіб
- Тардобіспо: 107 осіб

## Демографія
Динаміка населення (INE ):